# Hans-Momsen-Preis
Der Hans-Momsen-Preis ist ein Ehrenpreis, der von 1986 bis 2018 in der Regel jährlich, seit 2020 alle zwei Jahre vom Kreis Nordfriesland an Persönlichkeiten verliehen wird, die sich in besonderer Weise um das kulturelle Leben in Nordfriesland verdient gemacht haben.
Gestiftet wurde er zum 23. Oktober 1985, dem 250. Geburtstag des Landwirts, Mechanikers und Mathematikers Hans Momsen aus Fahretoft in Nordfriesland (1735–1811). Der Preisträger wird vom Kulturausschuss des Kreistags ermittelt; der Hauptausschuss muss dem Vorschlag zustimmen. Der Preis wird jeweils um den 23. Oktober verliehen.
Der Hans-Momsen-Preis besteht aus einem Ehrenring und einer Ehrenurkunde und ist mit 2.000 Euro dotiert.

## Preisträger
- 1986: Albert Bantelmann
- 1987: Christine Altstädt
- 1988: Frederik Paulsen
- 1989: Johannes Petersen
- 1990: Karl Michelson
- 1991: Konrad Bendsen
- 1992: Albert Panten
- 1993: Hans-Hermann Petersen
- 1994: (keine Verleihung)
- 1995: Marie Tångeberg
- 1995: Friedrich Johannsen
- 1996: Jakob Tholund
- 1997: Brar Volkert Riewerts
- 1998: Christine Johannsen
- 1999: Mathilde (Tilla) Lorenzen
- 2000: Hedwig Schröder
- 2001: Gerd Kühnast
- 2002: Claus Heitmann
- 2003: Hans Ahrenstorf
- 2004: Georg Quedens
- 2005: Reimer Kay Holander
- 2006: Rolf Appelles
- 2007: Sönnich Volquardsen
- 2008: Dragseth Duo
- 2009: Hans-Werner Paulsen
- 2010: Christian M. Sörensen
- 2011: Gisela Sobeczko und Gisela Terheggen
- 2012: Christian Sönksen
- 2013: Walter Fiedler
- 2014: Nils Århammar
- 2015: Karl Ernst Laage
- 2016: Dieter Staacken
- 2017: (keine Verleihung)
- 2018: Arno Bammé und Ulf Bästlein
- 2019: (keine Verleihung und Wechsel zum zweijährigen Vergaberhythmus)
- 2020: Hans-Heinrich Lüth (Preisverleihung wegen der Corona-Pandemie auf 2021 verschoben)
- 2022: Frenz Bertram
- 2024: Hans-Georg Hostrup